# Hoplia praticola
Hoplia praticola – gatunek chrząszcza z rodziny poświętnikowatych i podrodziny chrabąszczowatych. Zamieszkuje Europę.

## Taksonomia
Gatunek ten opisany został po raz pierwszy w 1805 roku przez Caspara Erasmusa Duftschmida.

## Morfologia
Chrząszcz o ciele długości od 9 do 11 mm, ubarwiony brunatnie lub czarno z pokrywami żółtobrązowymi u samicy i ciemnobrązowymi do czarnych u samca. 
Powierzchnia głowy jest gęsto pomarszczona oraz bezładnie i niewyraźnie, przy nadustku miejscami ziarniście punktowana. Przednia część nadustka jest nieco ku górze uniesiona. Czułki są u samca zbudowane z dziesięciu członów i czarne z czarnobrunatną buławką, u samicy zaś zbudowane z dziewięciu członów i czerwonobrązowe. Przedplecze jest poprzeczne, najszersze pośrodku, prosto ku przodowi i ku tyłowi zwężone. Jego powierzchnia jest mocno i gęsto pomarszczona oraz bezładnie i niewyraźnie punktowana. Na głowie i przedpleczu występują rozproszone, szeroko-owalne, zwykle srebrzyste łuski (u samicy jaśniejsze i gęściej niż u samca rozmieszczone) oraz długie, trzykrotnie od nich dłuższe, odstające, ciemne włoski. Pokrywy mają głębokie i bezładne punktowanie, krótkie i rzadkie owłosienie oraz dość duże, rozproszone łuski.
Odnóża u samca są czarnobrunatne do czarnych oraz mają stopy i pazurki masywniejsze, u samicy zaś są czerwonobrunatne ze smuklejszymi stopami i pazurkami. Przednia para goleni ma na zewnętrznej krawędzi dwa zęby w przypadku samicy i trzy zęby w przypadku samca, aczkolwiek trzeci może być słabo zaznaczony. Odnóża tylnej pary charakteryzują się pazurkami nierozszczepionymi.
Propygidium, pygidium i sternity odwłoka mają łuski wydłużone, metalicznie zabarwione. Pygidium jest stosunkowo silnie wypukłe, o łuskach przed szczytem gwieździście rozmieszczonych, a włoskach na wierzchołku długich i odstających. Spód ciała jest krótko owłosiony.

## Ekologia i występowanie
Owad ciepłolubny, zasiedlający pobrzeża wilgotnych lasów, polany, łąki i ogrody, preferujący stanowiska w pobliżu wód. Owady dorosłe aktywne są w maju i czerwcu. Bytują na trawach i kwitnących krzewach, w tym czeremchach, głogach, kalinach i różach. Pędraki rozwijają się w glebie, żerując na korzeniach roślin; stanowią stadium zimujące.
Gatunek palearktyczny, europejski, znany z Francji, Belgii, Niemiec, Szwajcarii, Liechtensteinu, Austrii, Włoch, Łotwy, Polski, Czech, Słowacji, Węgier, Ukrainy, Rumunii, Bułgarii, Słowenii, Chorwacji, Bośni i Hercegowiny, Serbii, Czarnogóry, Albanii oraz  Grecji. W Polsce spotykany jest rzadko i ograniczony do południowej części kraju. Również w innych częściach Europy Środkowej należy do rzadkości. Na „Czerwonej liście zwierząt ginących i zagrożonych w Polsce” umieszczony został jako gatunek bliski zagrożenia wyginięciem (NT). Z kolei na „Czerwonej liście gatunków zagrożonych Republiki Czeskiej” umieszczony jest jako gatunek zagrożony wymarciem (EN).